# Salutaris Melchior Libena
Salutaris Melchior Libena (* 23. November 1963 in Itete, Tansania) ist ein tansanischer Geistlicher und römisch-katholischer Bischof von Ifakara.

## Leben
Salutaris Melchior Libena empfing am 29. Juni 1991 durch den Bischof von Mahenge, Patrick Iteka, das Sakrament der Priesterweihe.
Am 28. Januar 2010 ernannte ihn Papst Benedikt XVI. zum Titularbischof von Sutunurca und bestellte ihn zum Weihbischof in Daressalam. Der Erzbischof von Daressalam, Polycarp Kardinal Pengo, spendete ihm und auch Eusebius Alfred Nzigilwa am 19. März desselben Jahres die Bischofsweihe; Mitkonsekratoren waren der Bischof von Dodoma, Jude Thadaeus Ruwa’ichi OFMCap, und der Bischof von Kayanga, Almachius Vincent Rweyongeza. Am 14. Januar 2012 ernannte ihn Benedikt XVI. zum Bischof von Ifakara.